# تشارلي غراهام
تشارلي غراهام (بالإنجليزية: Charlie Graham) هو لاعب كرة قاعدة أمريكي، ولد في 24 أبريل 1878 في سانتا كلارا في الولايات المتحدة، وتوفي في 29 أغسطس 1948 في سان فرانسيسكو في الولايات المتحدة.

## وصلات خارجية
- تشارلي غراهام على موقع دوري كرة القاعدة الرئيسي (الإنجليزية)
- تشارلي غراهام على موقعبيزبول رفرنس.كوم (الدوري الرئيسي) (الإنجليزية)
- تشارلي غراهام على موقعبيزبول رفرنس.كوم (الدوري الثانوي) (الإنجليزية)
- تشارلي غراهام على موقع جمعية أبحاث البيسبول الأمريكية (الإنجليزية)